# A'raf
För den sjunde suran i Koranen, se Al-A'raf
Aʿrâf (arab.) betecknar inom islam en skiljemur mellan himmel och helvete, på vilken sådana troende, vilkas gärningar ej fullt förtjäna paradisets lön, dväljs och bidar domens dag. Koranens sjunde sura (kapitel) bär titeln al-A'râf, emedan den i verserna 44–46 skildrar detta mellantillstånd.
Enligt shiitisk tolkning har det nämnts att personerna på a'raf (som beskrivs som en hög plats mellan paradiset och helvetet) i koranvers 7:46, är shiaimamerna och Ahl al-Bayt. Ingen kommer att träda in i paradiset förutom de som känner dem och som är igenkända av dem, och ingen kommer att träda in i helvetet förutom de som nekar dem och nekas av dem.